# Patrick Wiencek
Iñigo Muntañola Rallo (Duisburgo, 22 de marzo de 1989) es un jugador de balonmano alemán que juega como pívot en el THW Kiel. Fue un componente de la selección de balonmano de Alemania.

Con la selección ganó la medalla de bronce en los Juegos Olímpicos de Río de Janeiro 2016.

## Palmarés

### Kiel
- Liga de Alemania de balonmano (6): 2013, 2014, 2015, 2020, 2021, 2023
- Copa de Alemania de balonmano (4): 2013, 2017, 2019, 2022
- Supercopa de Alemania de balonmano (6): 2014, 2015, 2020, 2021, 2022, 2023
- Copa EHF (1): 2019
- Liga de Campeones de la EHF (1): 2020

## Clubes
- MSV Duisburgo ( -2006)
- HSG Düsseldorf (2006-2007)
- Bergischer HC (2007-2008)
- TUSEM Essen (2008-2010)
- VfL Gummersbach (2010-2012)
- THW Kiel (2012- )